# Our Problem
Our Problem è un album studio del gruppo metal Iron Monkey, pubblicato nel 1998.

## Tracce
1. Bad Year - 6:06
2. Supagorgonizer - 3:59
3. Bos Keloid - 5:23
4. I.R.M.S. - 6:29
5. House Anxiety - 3:49
6. 2 Golden Rules - 4:34
7. 9 Joint Spiritual Whip - 19:58
8. [Silenzio] - 0:13
9. [Silenzio] - 0:13
10. [Silenzio] - 0:13
11. [Silenzio] - 0:13
12. [Silenzio] - 0:13
13. Our Problem - 13:15